# Espérance Guider
L'Espérance Guider est un club de football camerounais basé à Guider.

## Histoire
Le club évolue en première division pendant huit saisons, de 2000 à 2002, puis de 2004 à 2008. Il se classe 5e du championnat en 2006, ce qui constitue sa meilleure performance.